# Tintern (queso)
El Tintern es un queso cheddar de mezcla curado y cremoso, condimentado con cebollino y chalota, fabricado por Abergavenny Fine Foods. Se produce típicamente en ruedas de 2,25 kg, venido con una distintiva cubierta de cera verde lima.
Toma su nombre del pueblo de Tintern en el río Wye, en Monmouthshire, Gales.
- Datos: Q3529217